# آتوچا
آتوچا (انگلیسی: Atocha) بخش مرکزی (باریو) مادرید است که به ناحیه آرگانزوئلا تعلق دارد. این بخش که در وسط مادرید واقع شده‌است، و از نواری بین جنوب غربی و ناحیه شمال شرقی ایستگاه راه‌آهن مادرید تشکیل شده‌است.